# Айова (индейская резервация)
Айова (англ. Ioway Reservation) — индейская резервация, расположенная на юго-востоке штата Небраска и в северо-восточной части Канзаса, США.

## История
Первым европейцем, упомянувшим племя айова, был иезуит Луи Андре, встретивший их в деревне виннебаго в 1676 году. К 1804 году айова занимали одно селение на реке Платт, в котором проживало 800 человек. В 1824 году они уступили все свои земли на Миссури, а в 1836 году им была определена резервация у реки Грейт-Немаха, на северо-востоке Канзаса. Последующие договоры 1854 и 1861 годов ещё больше сократили земельные владения племени до современной резервации.
В 1878 году часть племени переехала на Индейскую территорию, предпочитая вести традиционный образ жизни. По соглашению 1890 года, резервация Айова была разделена на наделы, переданные членам племени в собственность, а излишки земель отдали белым поселенцам.
В соответствии с Законом о реорганизации индейцев 1934 года было восстановлено племя айова в Канзасе и Небраске. Его первая конституция и устав были приняты 6 ноября 1978 года. Исполнительный комитет был учрежден в качестве руководящего органа племени.

## География
Резервация расположена на территории Великих равнин на Среднем Западе США, вдоль реки Миссури, на границе двух штатов — Канзаса и Небраски, и почти поровну разделена между ними. Северная часть находится в округе Ричардсон, Небраска; а южная — в округах Браун и Донифан, Канзас.
Общая площадь резервации, включая трастовые земли (0,639 км²), составляет 51,539 км², из них 51,523 км² приходится на сушу и 0,016 км² — на воду. Самому племени принадлежит лишь 6,552 км² территории Айовы. Административным центром резервации является город Уайт-Клауд (на языке чивере — Chína Maxúthga), при этом в состав резервации входит лишь его небольшая западная часть. Город  был назван в честь Фрэнсиса Белого Облака, сына вождя Махаски племени айова.

## Демография
По данным федеральной переписи населения 2010 года, в резервации проживало 166 человек. Согласно федеральной переписи населения 2020 года в резервации проживал 181 человека, насчитывалось 57 домашних хозяйств и 81 жилой дом. Средний доход на одно домашнее хозяйство в индейской резервации составлял 44 583 доллара США. Около 8,9 % всего населения находились за чертой бедности, в том числе ни одного среди тех, кому ещё не исполнилось 18 лет, и 37,5 % старше 65 лет.
Расовый состав распределился следующим образом: белые — 58 чел., афроамериканцы — 0 чел., коренные американцы (индейцы США) — 99 чел., азиаты — 0 чел., океанийцы — 0 чел., представители других рас — 0 чел., представители двух или более рас — 24 человека; испаноязычные или латиноамериканцы любой расы составили 5 человек. Плотность населения составляла 3,51 чел./км².

## Комментарии
1. ↑  В состав резервации входит часть населённого пункта.